# 细点音天牛
细点音天牛（学名：Heterophilus punctulatus），暗天牛科音天牛属的一种，是中国西藏特有种，模式产地为西藏贡嘎县。本种在天牛总科演化上具有重大意义。
本种2023年被收录入中国《有重要生态、科学、社会价值的陆生野生动物名录》。

## 形态特征
体长19～21.5毫米，身体除头部、前胸背板和中胸小盾片为黑色，其余大部分为黄褐色，密被灰白色长绒毛，鞘翅上的绒毛较为稀短。